# Piacenza Football Club 1931-1932
Questa pagina raccoglie le informazioni riguardanti il Piacenza Football Club nelle competizioni ufficiali della stagione 1931-1932.

## Stagione
Nella stagione 1931-1932 il Piacenza ha disputato il girone B del campionato di Prima Divisione; con 26 punti si è piazzato in sesta posizione di classifica. Il torneo è stato vinto con 44 punti dal Forlì davanti al Pavia con 40 punti, entrambe ammesse al girone finale per la promozione.

## Rosa
| N. |                   | Ruolo | Calciatore         |
| -- | ----------------- | ----- | ------------------ |
|    | Italia (bandiera) | C     | Antonio Benassi    |
|    | Italia (bandiera) | D     | Pietro Bolledi     |
|    | Italia (bandiera) | C     | Aldo Boselli       |
|    | Italia (bandiera) | A     | Giuseppe Cella     |
|    | Italia (bandiera) | A     | Luigi Cresta       |
|    | Italia (bandiera) | A     | Cesare Curtoni     |
|    | Italia (bandiera) | C     | Guglielmo Decaroli |
|    | Italia (bandiera) | D     | Walter Fabbri      |
|    | Italia (bandiera) | A     | Alfio Ferretti     |
|    | Italia (bandiera) | D     | Giulio Loranzi     |

| N. |                   | Ruolo | Calciatore        |
| -- | ----------------- | ----- | ----------------- |
|    | Italia (bandiera) | D     | Alfredo Massari   |
|    | Italia (bandiera) | P     | Bruno Midali      |
|    | Italia (bandiera) | P     | Giovanni Penzi    |
|    | Italia (bandiera) | P     | Giovanni Perfetti |
|    | Italia (bandiera) | D     | Giuseppe Rapetti  |
|    | Italia (bandiera) | C     | Carlo Resmini     |
|    | Italia (bandiera) | A     | Antonio Rossetti  |
|    | Italia (bandiera) | C     | Adolfo Salamoni   |
|    | Italia (bandiera) | C     | Renato Tammi      |
|    | Italia (bandiera) | C     | Guglielmo Zanasi  |